# Ma’ale Adummim
Ma’ale Adummim (hebr. מעלה אדומים; arab. معاليه أدوميم; pol. Czerwony Stok) – miasto położone w Dystrykcie Judei i Samarii w Izraelu. Leży na pustyni Judzkiej na wschód od Jerozolimy, w otoczeniu terytoriów Autonomii Palestyńskiej.
Jest to drugie pod względem wielkości izraelskie miasto (po Modi’in Illit) położone na Zachodnim Brzegu Jordanu.

## Historia
W okresie panowania Bizancjum w tym rejonie powstały monastery Martyrius i Św. Eutymiusza Wielkiego. Ten ostatni został zburzony przez Mameluków.
Prowadzone w okolicy badania archeologiczne odkryły na peryferiach Ma’ale Adummim pozostałości starożytnych domów, nazwanych przez Chrześcijan Gospodą Dobrego Samarytanina (cytowana w przypowieści Jezusa Chrystusa w Ewangelii Łukasza 10:30-37). Badania wskazują jednak, że gospoda w rzeczywistości pochodzi z XVI wieku.
Powstało tu unikalne muzeum mozaik „Dobry Samarytanin”. W ekspozycji znajdują się mozaiki znalezione w ruinach starożytnych synagog i kościołów chrześcijańskich na terenie Judei, Samarii i Gazy.
Podczas wojny sześciodniowej w 1967 te tereny zostały zajęte przez wojska izraelskie. W owym czasie była to całkowicie pustynne okolica. Po wojnie Jom Kipur w 1973 wiele grup żydowskich osadników spontanicznie osiedlało się w Samarii i Judei. Między innymi w tym miejscu powstał wówczas „obóz mieszkalny” dla robotników pracujących w tym rejonie. Miejsce to jest obecnie znane jako „Wzgórze Założycieli”.
W 1975 osiedliły się pierwsze 23 żydowskie rodziny. Nowe osiedle zostało oficjalnie uznane w 1976. Głównym architektem miejskim został Rachel Walden. Miało to być podmiejskie osiedle mieszkaniowe Jerozolimy, w którym mieszkaliby pracownicy codziennie dojeżdżający do pracy w mieście. Było ono zlokalizowane na ziemiach samorządu regionu Gusz Ecjon, jednak miało swojego własnego burmistrza i nie podlegało jurysdykcji samorządu regionu. W marcu 1979 osiedle uzyskało uprawnienia samorządu lokalnego.
Nazwa została zaczerpnięta z Księgi Jozuego 15:7

Idzie także ta granica do Dabir od doliny Achor, a ku północy się udawa do Galgal, które jest przeciw górze, gdzie wstępują do Adommim, która jest na południe od rzeki, a idzie ta granica do wód Ensemes, a kończy się u studnicy Rogiel

Opis ten przedstawia granice ziem przyznanych plemieniu Judy. Występująca tu nazwa „Adommim” oznacza dosłownie „Czerwone wzgórze” i odnosi się do czerwonych skał wznoszących się nad Morzem Martwym.
W 1983 podjęto decyzję o rozbudowie miasta Ma’ale Adummim. W tym celu powiększono jego powierzchnię do 35 km², na których rozpoczęto budowę osiedli mieszkaniowych Ma’ale Adumim, Mishor Adumim, Kfar Adumim, i Allon. W 1991 otrzymało prawa miejskie. Miasto wejdzie w skład terytoriów izraelskich na Zachodnim Brzegu, chronionych przez budowany mur bezpieczeństwa.

## Demografia
Zgodnie z danymi Izraelskiego Centrum Danych Statystycznych w 2008 roku w Ma’ale Adummim żyło 33,4 tys. mieszkańców, z czego 99,8% Żydzi.
Zgodnie z danymi Izraelskiego Centrum Danych Statystycznych w mieście w 2000 było 9965 zatrudnionych pracowników i 660 pracujących na własny rachunek. Pracownicy otrzymujący stałe pensje zarabiali w 2000 średnio 6337 NIS, przy czym mężczyźni zarabiali średnio 8153 NIS, a kobiety zarabiały średnio 4615 NIS. W przypadku osób pracujących na własny rachunek średnie dochody wyniosły 7098 NIS.
Populacja miasta pod względem wieku (dane z 2006):
| Wiek (w latach) | Procent populacji w % |
| --------------- | --------------------- |
| 0-4             | 10,8%                 |
| 5-9             | 10,7%                 |
| 10-14           | 10,4%                 |
| 15-19           | 9,2%                  |
| 20-29           | 15,5%                 |
| 30-44           | 20,7%                 |
| 45-59           | 15,4%                 |
| ponad 60        | 7,3%                  |

Źródło danych: Central Bureau of Statistics.

## Gospodarka
Na północny wschód od miasta powstała strefa przemysłowa Mishor Adumim, w której mieści się około 230 różnego rodzaju zakładów produkcyjnych i usługowych. Jest to jedna z największych stref przemysłowych Izraela (zajmuje powierzchnię 387,5 ha).
Przy północno-zachodniej granicy strefy przemysłowej znajduje się baza Sił Obronnych Izraela Anatot.

## Transport
Przy mieście przebiega droga ekspresowa nr 1  (Tel Awiw – Jerozolima – Bet ha-Arawa) oraz droga nr 417 .

## Oświata

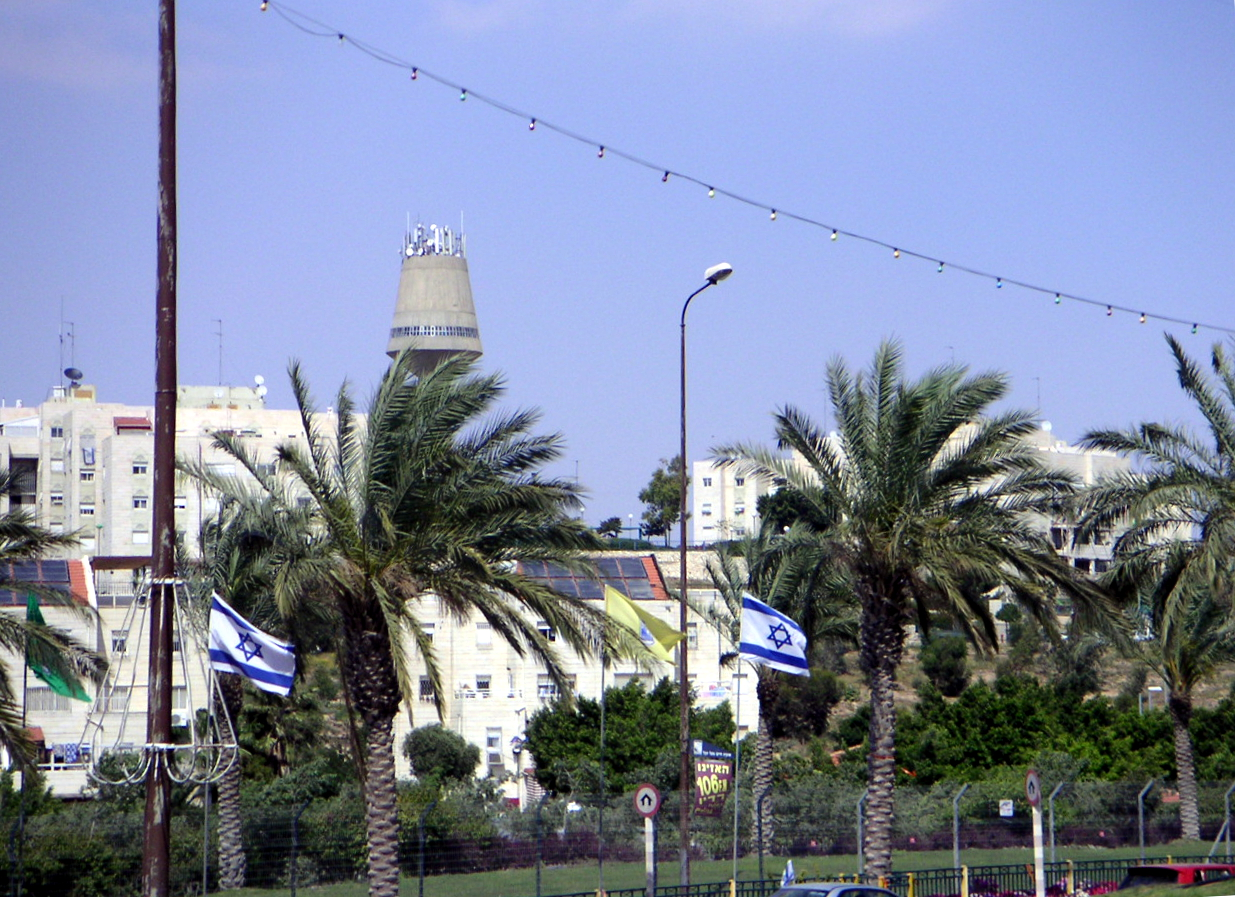
Ma’ale Adummim

W mieście znajduje się 10 szkół podstawowych i 7 szkół średnich, w których uczy się 5,8 tys. uczniów. Z uczelni religijnych jest tutaj jesziwa Jeshivat Birkat Moshe.

## Religia
Znajduje się tutaj dziewięć synagog: Alei Higayon Bakinor, Alei Assor, Avnei Hachoshen, Chasdei Chananya, Ha’merkazi, Ma’aleh Nevo, Mitzpeh Nevo, Musar Avicha, Nachlat Avot, Nussach Achid, Or Ha’Torah, Yismach Moshe i Yitschaki.